# Comboios de Portugal
 (janvier 2013).
Si vous disposez d'ouvrages ou d'articles de référence ou si vous connaissez des sites web de qualité traitant du thème abordé ici, merci de compléter l'article en donnant les références utiles à sa vérifiabilité et en les liant à la section « Notes et références ».

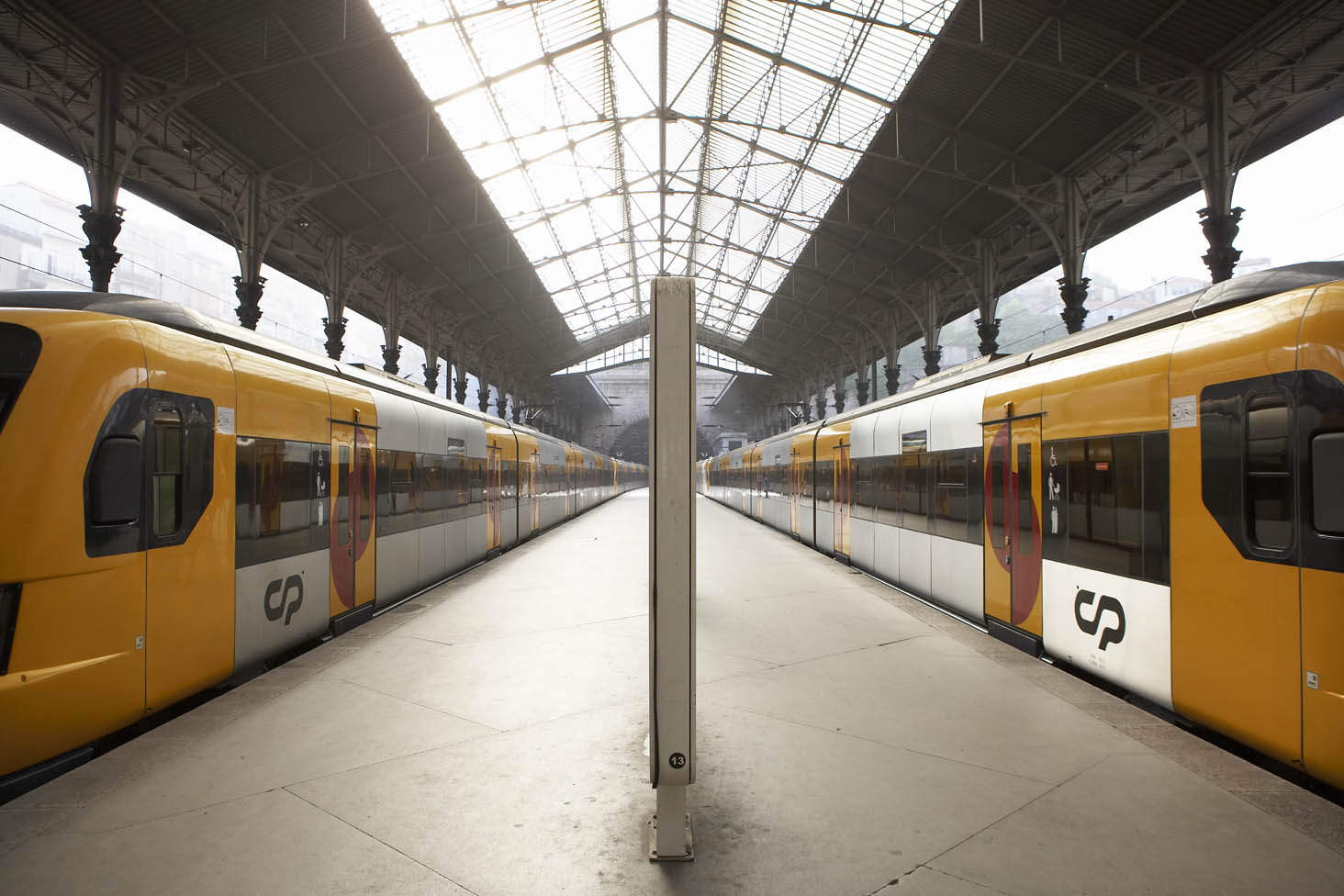
Trains des lignes de banlieue de Porto de la CP dans la Gare de São Bento.

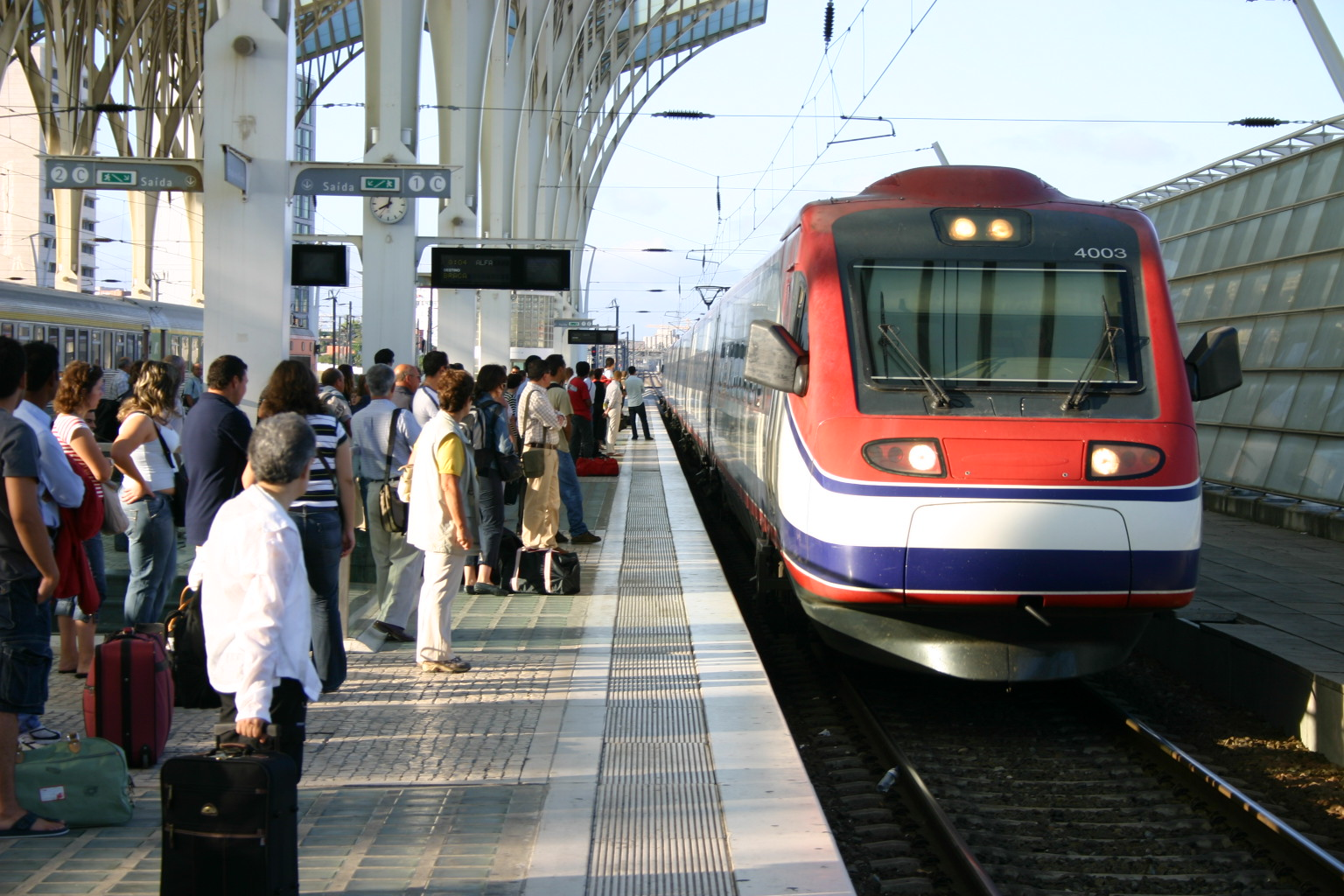
Train Alfa Pendular de la CP dans la Gare d'Oriente à Lisbonne.

CP - Comboios de Portugal, EPE, avant Caminhos de Ferro Portugueses, EP, est le nom de la société publique qui exploite les services ferroviaires nationaux sur le réseau de chemin de fer du Portugal.
Les CP transportent environ 120 millions de voyageurs annuellement.

## Histoire
Le 28 octobre 1856 fut inaugurée au Portugal la première ligne de chemin de fer reliant Lisbonne à Carregado. Ce jour marque la naissance des Chemins de fer portugais. Le réseau s'est progressivement étendu à la fois au sud du Tage et vers le nord du pays, aussi bien que dans les agglomérations de Lisbonne et Porto et vers l'Espagne.
La Compagnie des chemins de fer portugais est née officiellement en 1951, après la fusion des sociétés qui exploitent les diverses lignes portugaises, à la exception de la Sociedade Estoril qui exploite la Ligne de Cascais. 
Lentement, l'électrification s'est mise en place sur la plupart des lignes. 
En 1975, la société a été nationalisée et un an après, la Ligne de Cascais est intégré au réseau des CP. 
Cependant depuis 1997, CP n'est plus que l'exploitant des trains, la gestion de l’infrastructure étant confiée à la Refer (aujourd'hui IP - Infraestruturas de Portugal), se conformant ainsi avec les directives de la politique de chemins de fer de l'Union européenne, tandis que la régulation du secteur ferroviaire est assurée par l'IMT (Instituto da Mobilidade e dos Transportes).
En 2006, le réseau CP couvre la majeure partie du pays.

## Organisation
Les CP sont organisés en 4 aires de gestion :
- CP Longo Curso, gère les liaisons dites « grandes lignes » (Alfa Pendular et Intercidades).
- CP Regional, gère les liaisons régionales (Interregional et Regional).
- CP Lisboa, gère les lignes de banlieue de Lisbonne.
- CP Porto, gère les lignes de banlieue de Porto.